# Göran C.-O. Claesson
Göran Carl-Otto Claesson, född 27 januari 1928 i Annedals församling i Göteborg, död 24 februari 2023 i Sollentuna, var en svensk ämbetsman och författare.

## Biografi
Göran C.-O. Claesson tog studentexamen 1946, studerade vid Woodbrooke College i England 1947, tog en pol mag 1952, med nationalekonomi och statistik som  huvudämnen. Monopolutredare på kommerskollegium 1952. Utredare/informatör därefter, först på Handelsbanken sedan vid Studieförbundet Näringsliv och Samhälle där han blev VD 1961. Därefter arbetade han på Sveriges Marknadsförbund, då en tid utlånad som informationschef till Högertrafikkommissionen. Från 1968 huvudsekreterare i flera stora statliga utredningar, därefter fri utredare. 
Han valdes till ordförande i Folkpartiets Ungdomsförbund 1959. Han drev 1963 att få bort tidningarnas rubriker Manliga lediga platser och Kvinnliga lediga platser över platsannonserna.
Gift med Evelyn Gullestad 1949 med vilken han fick tre barn.

### Fakta/debatt
- 2020 –  32 år på bryggan i Svenska Amerika Linien, eBokförlag Gullestad
- 2019 –  Mina pojkår i stenriket och ubåtskriget (medförf. Carl-Otto Claesson), eBokförlag Gullestad
- 2017 –  Jag minns – Svenska folket berättar om sitt 1900-tal, Natur & Kultur (medv. med flera bidrag)
- 2010 –  Kvinnan, mannen, tidsandan och den fria tanken, Seveus
- 2009 –  Från livbåt till flytande palats,  Instant Book
- 1987 –  Aids i verkligheten (medförf. A Wijkman),  BraBöcker/Viken
- 1984 –  Bortom narkotikapolemiken, Svenska Carnegie Institutet
- 1984 –  Din kraft för fred, Svenska Röda Korset/Liber
- 1976 –  Tillfredsställelsen och produktiviteten, i Kapital till de anställda, SNS
- 1975 –  Hur egen härd blev guld värd, Förlags AB Centrum
- 1972 –  Statens Ostyriga Utredande, SNS
- 1972 –  Visionen om en konsumentpolitik, Askild & Kärnekull
- 1971 –  Flykting i Sverige (tre medförf.), Rabén & Sjögren

### Noveller/dikter
I antologier publicerade av Sollentuna Författarsällskap, Vudya Kitaban Förlag:
- 2012 –  Rotebroskatten (i Brottsplats Sollentuna)
- 2010 –  Pollyanna i höjden (i Sagotuna)
- 2008 –  Euforin vid Norrvikens vatten förklarad (i Sollentunaskrönor)
- 2006 –  Tankar ur molnen (i Möten – ordsatta bilder)
- 2002 –  Styrka och andra dikter (i Dagdroppar – En diktantologi)
- 2001 –  Observationer (i Slaget vid Rotebro och andra historier)
- 2000 –  Två månader i norskt fängelse (i Ordgärningar)
- 1998 –  Den gamle och nätet (i  Om orden fattar eld)

### Roman
1985 – Läget under kontroll, Askelin & Hägglund (en kvinna utvecklas till whistleblower)